# Sablasni grad
Sablasni grad je 17. epizoda strip edicije Marti Misterija. U SR Srbiji, tada u sastavu SFRJ, ova epizoda je objavljena prvi put u novembru 1984. godine kao vanredno izdanje Lunov magnus stripa #17. u izdanju Dnevnika iz Novog Sada. Cena sveske bila je 80 dinara (1,4 DEM; 0,45 $).

## Originalna epizoda
Ova epizoda je premijerno objavljena 1. avgusta 1983. u Italiji pod nazivom La citta della ombre diafane za izdavačku kuću Boneli (Italija). Cena je bila 800 lira ($0,56; 1,39 DEM). Epizodu je nacrtao Gaspare (Cassaro Gaspare) i  Gaetano KAsaro (Cassaro Gaetano), a scenario je napisao Alfredo Kasteli. Naslovnu stranu nacrtao je Đankarlo Alesandrini.

## Reprize ove epizode
U Srbiji je ova epizoda reprizirana u knjizi #3 kolekcionarske edicije Biblioteka Marti Mistrija koju je objavio Veseli četvrtak, 18.5.2017. U Italiji je epizoda prvi put reprizirana u 1. septembra 1990. godine u okviru edicije Tutto Martyn Mystere, dok je u Hrvatskoj prvi put reprizirana kao #11. u izdanju Libelusa 2007. pod nazivom Grad prozirnih sjenki. 

## Prethodna i naredna sveska vanrednog izdanja LMS
Prethodna sveska nosila je naziv Tajna Stounehenga (#16), a naredna Robovi strašnog sna (#18).